# Gáspár Jenő (színművész, 1843–1905)
Gáspár Jenő, Gasparik Jenő (Szomolnok, 1843. március 10. – Miskolc, 1905. október 26.) magyar színész, színigazgató.

## Élete
Színésszé lett 1860. március 1-jén, mint a szerelmes és társalgási szerepkör betöltője, Horváth Györgynél, Békésgyulán, hol első szerepe Sólom mester volt, »Bánk bán«-ban. 1870. július 10-én színigazgató lett. 1874 és 1904 között kisebb társulatok vezetője volt Kecskeméten, Szolnokon, Losoncon és Besztercebányán. 1886-ban a Bács megyei Topolyán megülte 25 éves jubileumát. Ezután Miskolcon telepedett meg, ahol csekély nyugdíjából éldegélt. Halálát agyszélhűdés okozta.
Első felesége Gaál Amália (?, 1845 – Miskolc, 1871. október 9.), második felesége Pázmán (Bizik) Franciska (Nagyrőce, 1858 – Miskolc, 1915. december 24.) színésznő, a korábbi színházigazgató, Pázmán Mihály nevelt lánya volt. Második feleségét Miskolcon ismerte meg 1873-ban, együtt léptek fel életük végéig. Gyermekeik közül négy lett színész: Jenő (1875–1937), Amália (1886 k. – Gyula, 1950. nov. 25.), Kálmán és Ilona.